# 吕镇 (上加龙省)
吕镇（法語：Lux）是法国上加龙省的一个市镇，属于图卢兹区（Toulouse）洛拉盖自由城县（Villefranche-de-Lauragais）。该市镇总面积7.59平方公里，2009年时的人口为356人。

## 人口
吕镇人口变化图示